# Dreambox
Dreambox – oparty na systemie Linux odbiornik telewizji cyfrowej występujący w różnych odmianach: jako odbiornik telewizji satelitarnej lub jako odbiornik naziemnej telewizji cyfrowej albo także jako odbiornik kablowej telewizji cyfrowej; zwanym również inaczej, we wszystkich jego postaciach (set-top boxem), który jest produkowany przez niemiecką firmę o nazwie Dream Multimedia.

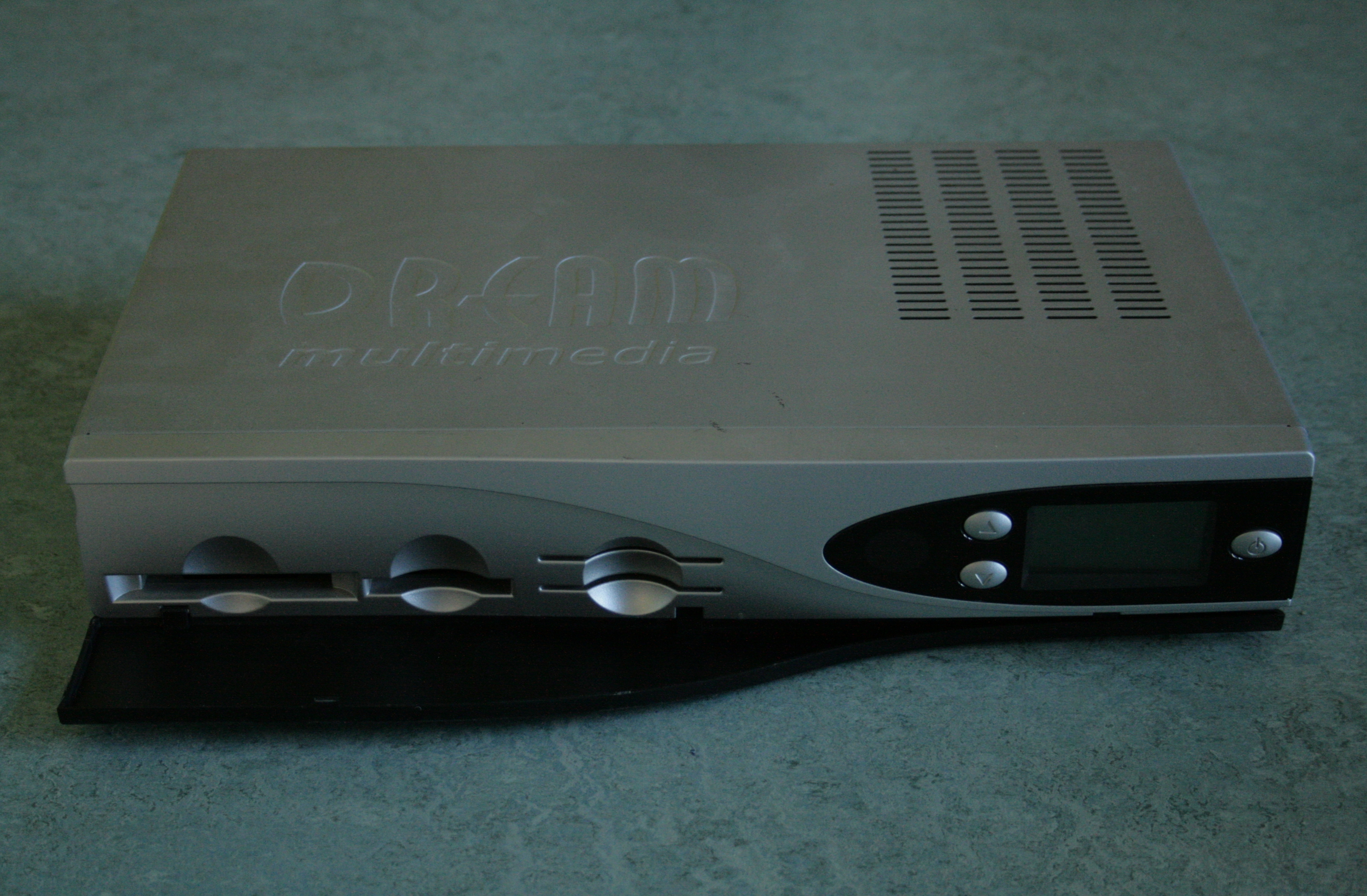
DM 7000-S

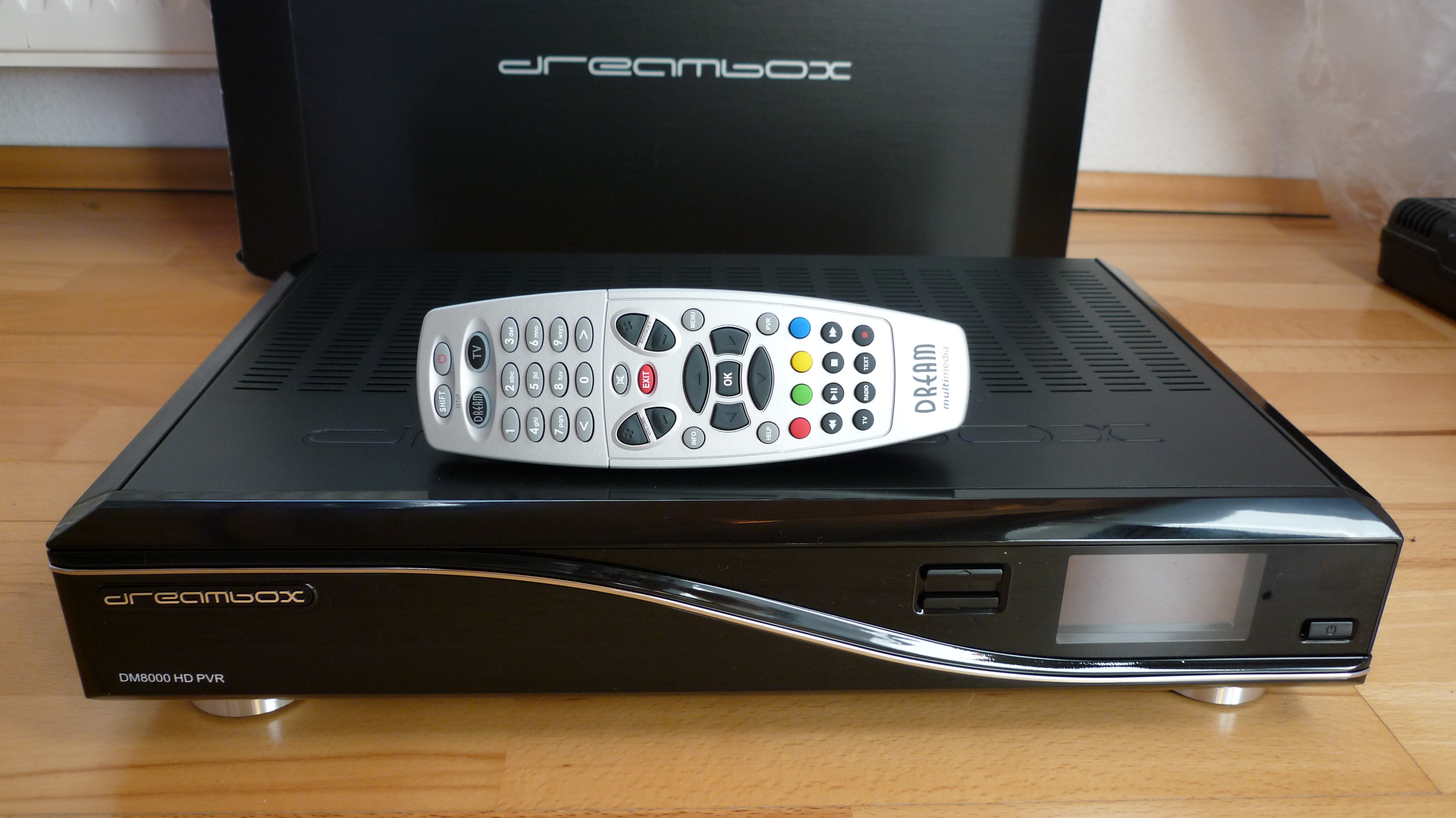
DM 8000 HD PVR

Jego firmware ma oficjalną zgodę producenta na zmiany i poprawki dokonywane przez użytkowników. Wszystkie modele wspierają własne rozwiązanie firmy DreamCrypt zawierające system dostępu warunkowego (CA – Conditional Access), w postaci emulowanych sprzętowo modułów dostępu warunkowego (modułów CA – CAM) dostępnych dla wielu platform. Konstrukcja Dreamboksa jest oparta na urządzeniu DBox2, które było dystrybuowane przez Kirch Media i służyło do dekodowania i odbioru usług pay-TV przed jej bankructwem. Wbudowane gniazdo Ethernetowe pozwala na podłączenie urządzenia do sieci komputerowej oraz internetu. W ten sposób zachodzi możliwość swobodnej wymiany danych zarówno z wewnętrznych twardych dysków niektórych modeli Dreamboksa, jak też możliwości zachowywania strumienia danych na dyskach sieciowych albo też rozpowszechniania tego strumienia w systemie telewizji sieciowej IPTV do klientów VideoLAN. W przeciwieństwie do podobnych do Dreamboksa systemów PVR opartych na komputerach PC, dzięki gniazdom CAM, istnieje także możliwość odbioru i nagrania kodowanej zawartości dostarczanej przez różnych nadawców, a nie tylko ogólnodostępnych programów FTA.
Kombinacja możliwości oprogramowania dostarczanego przez wolontariuszy z całego świata wraz z możliwością dzielenia kart kodujących (Card Sharing), stawia urządzenie Dreambox na czołowym miejscu wśród entuzjastów telewizji cyfrowej, ale także wśród osób które dopuszczają się łamania prawa. Oprogramowanie do tego celu nie jest wspierane przez producenta, firmę Dream Multimedia i powoduje utratę gwarancji; jednakże jest bardzo łatwo dostępne na nieoficjalnych stronach internetowych.

## Dostępne modele urządzenia
Poniższa tabela prezentuje produkowane modele urządzenia. Litera występująca po numerze oznacza: -S tuner satelitarny, -T tuner naziemnej telewizji cyfrowej oraz -C tuner cyfrowej telewizji kablowej:
| DM           | 7000        | 500         | 500(+)        | 600           | 7020     | 7025(+)       | 800           | 8000                 | 500 HD   | 800 se   |
| ------------ | ----------- | ----------- | ------------- | ------------- | -------- | ------------- | ------------- | -------------------- | -------- | -------- |
| Produkcja    | zaprzestano | zaprzestano | częściowo     | dostępny      | dostępny | częściowo     | dostępny      | dostępny             | dostępny | dostępny |
| Chip         | STB04500    | STB04500    | STBx25xx      | STBx25xx      | STB04500 | Xilleon 226   | Broadcom 7401 | Broadcom 7400        | BCM7405  |          |
| CPU          | PPC         | PPC         | PPC           | PPC           | PPC      | MIPS          | MIPS          | MIPS                 | MIPS     | MIPS     |
| CPU (MHz)    | 252         | 252         | 252           | 252           | 252      | 300           | 300           | 400                  | 400      | 400      |
| RAM (MiB)    | 64          | 32          | 96            | 96            | 96       | 128           | 256           | 256                  | 256      | 256      |
| Flash (MiB)  | 8           | 8           | 32            | 32            | 32       | 32            | 64            | 256                  | 64       | 64       |
| typ Flash    | NOR         | NOR         | NOR           | NAND          | NAND     | NAND          | brak danych   | NAND                 | NAND     |          |
| DVB          | 1 × S       | 1 × S       | 1 × S / C / T | 1 × S / C / T | 1 × S    | 2 × S / C / T | S+S2 / C / T  | 2 × S+S2 (2 × S/C/T) | 1 × S2   |          |
| HDTV         | Nie         | Nie         | Nie           | Nie           | Nie      | częściowo     | Tak           | Tak                  | Tak      |          |
| CI           | 1           | 0           | 0             | 0             | 1        | 1             | 0             | 4                    | 0        |          |
| CF           | 1           | 0           | 0             | 0             | 1        | 1             | 0             | Tak                  | 0        |          |
| SC           | 2           | 1           | 1             | 1             | 2        | 2             | 1             | 2                    | 1        |          |
| USB          | 1.1         | Nie         | Nie           | Nie           | 1.1      | 1.1           | 2.0           | 2.0                  | Nie      |          |
| LAN (Mbit/s) | 100         | 100         | 100           | 100           | 100      | 100           | 100           | 100                  | 100      |          |
| HDD          | 3.5"        | Nie         | Nie           | 2.5"          | 3.5"     | 3.5"          | 2.5"          | 3.5"+DVD             | eSATA    |          |
| ATA          | parallel    | Nie         | Nie           | parallel      | parallel | parallel      | serial        | serial               | serial   |          |
| RF mod.      | Nie         | Nie         | Nie           | Nie           | Tak      | Tak           | Nie           | Nie                  | Nie      |          |
| SCART        | 2           | 2           | 1             | 1             | 2        | 2             | 1             | 2                    | 1        |          |
| DVI          | 0           | 0           | 0             | 0             | 0        | 0             | 1             | 1                    | 0        |          |
| Wyświetlacz  | LCD         | Nie         | Nie           | Nie           | LCD      | OLED          | OLED          | OLED                 | Nie      |          |